# Graeme Crallan
Graeme Crallan était un musicien britannique né le 5 juin 1958 à Hartlepool et décédé accidentellement à l'hôpital à Hampstead (Londres) le 27 juillet 2008 de blessures mortelles à la tête consécutives à une chute sur la chaussée.
Graeme Crallan fut le batteur des groupes de hard rock et heavy metal White Spirit puis Tank, ces deux groupes faisant partie de la New wave of British heavy metal.

## Discographie
- White Spirit : White Spirit, MCA, 1980
- Tank : Honour and Blood, Roadrunner, 1984